# Fǎrù
Fǎrù (法如, Wade-Giles:  Fa-ju. In giapponese: Hōnyo; Shang-tang, 638 – 689) è stato un monaco buddista cinese VI patriarca della scuola Chán secondo una tradizione della scuola del Nord (Beizōng 北宗禪).

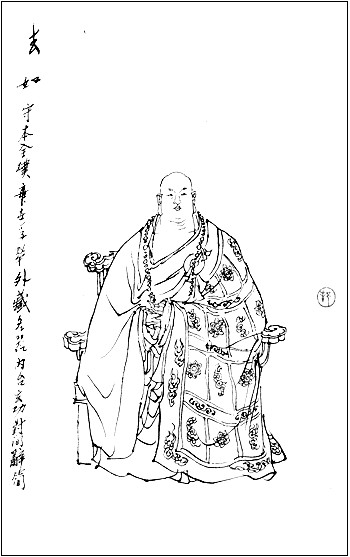

Nel Chuánfǎbǎojì (傳法寶紀 Annali della trasmissione del tesoro del Dharma, T.D. 2838.85.1291), opera dell'VIII secolo rinvenuta nelle Grotte di Mogao viene riportata la biografia di questo importante monaco cinese, Fǎrù, VI patriarca del Buddismo Chán, erede del Dharma del V patriarca Hóngrěn (弘忍, 601 - 674) e predecessore del VII patriarca Shénxiù (神秀, 606?-706). 
Nato a Shang-tang (oggi nello Shanxi) nel 638, divenne monaco all'età di diciannove anni. Dopo diversi soggiorni in differenti templi decise di fermarsi presso il monastero di Dòngshān (東山, Picco o Monte orientale), dove insegnava il patriarca Chán, Hóngrěn. Divenne presto famoso per la sua saggezza e le cronache narrano che durante un viaggio fluviale rischiò l'annegamento ma quando venne salvato mostrò di non essere per niente turbato dall'accaduto. Nel 683, in occasione delle commemorazioni per il defunto imperatore Gāozōng (高宗, conosciuto anche come Lǐzhì, 李治, regno: 649-83), la comunità buddista lo voleva insignire di una onorificenza ma Fǎrù si ritirò nel tempio di Shàolín (少林寺), collocato sul versante settentrionale del monte Sōngshān (嵩山) dove visse nell'anonimato per diversi anni. Scoperta e diffusa la sua vera identità, centinaia monaci raggiunsero il tempio di Shàolín per poter apprendere i suoi insegnamenti. Giunto sul punto di morte raccomandò ai suoi allievi di studiare sotto la guida di Shénxiù, allievo come lui del V patriarca Hóngrěn. 
Nella successiva tradizione della scuola Chán del Nord (Beizōng 北宗禪), Shénxiù risulterà tuttavia essere il diretto successore di Hóngrěn e quindi VI patriarca. 
Le cronache narrano anche che Fǎrù morì nella classica posizione dello zuòchán (坐禅). Di Fǎrù non conserviamo alcuna opera.